# フッフッフッってするんです
『フッフッフッってするんです』は、1994年2月24日に発売された、とんねるず21枚目のシングル。

## 概要
フジテレビ系列「とんねるずのみなさんのおかげです」オープニングテーマ曲。「ガラガラヘビがやってくる」「がじゃいも」と同路線の子供向け楽曲。歌詞は毒や風刺が盛り込まれ、うたのおにいさんを意識している。振付は南流石。

## 収録曲
全曲 作詞：秋元康／作曲・編曲：後藤次利
1. フッフッフッってするんです
2. 僕の好きなもの
3. フッフッフッってするんです （オリジナル・カラオケ）
4. 僕の好きなもの （オリジナル・カラオケ）

## カバー
フッフッフッってするんです
- 狩野勇気夫 & 石原慎一 - 日本コロムビア版カバー音源。1994年5月21日発売『こどものうた フッフッフッてするんです』（規格品番：COCC-11740）などに収録。